# Экспериментальный завод ООО «ТюменНИИгипрогаз»
Экспериментальный завод ООО «ТюменНИИгипрогаз» создан в 1986 году и является подразделением ООО «ТюменНИИгипрогаз». Завод специализируется на разработке и производстве оборудования для Топливно-энергетического комплекса и водоподготовки.

## История
В 1986 году ТюменНИИгипрогаз преобразуется в НПО «Тюменгазтехнология». В состав объединения вошёл и экспериментальный завод, через который внедряются в производство новые конструкторские разработки. В это время начинает формироваться модель комплексного подхода к освоению месторождений, связывающего воедино науку, проектирование и производство.
28 сентября 2017 года ООО «ТюменНИИгипрогаз» было ликвидировано путем присоединения к ООО «Газпром проектирование» в форме Тюменского филиала. При этом завод был выделен в самостоятельный филиал.

## Производственные мощности
В структуре станочного парка широко применяются универсальные станки токарной группы, фрезерные, горизонтально-расточные, вертикально и радиально-сверлильные станки, а также станки с ЧПУ, включая обрабатывающие центры.
Имеющееся оборудование позволяет производить следующие операции:
- гибка обечаек из листа шириной до 2000 мм, толщиной до 90 мм на листогибочной машине VRM 2100-610 фирмы HEUSLER (Швейцария);
- газоплазменная резка металла различной конфигурации толщиной до 150 мм на машине для резки листового проката, производства немецких компаний SATRONIK LS-2000 и SATO, с ЧПУ, позволяющим автоматизировать раскрой листа;
- автоматическая сварка под слоем флюса продольных и кольцевых стыков обечаек корпусов сосудов диаметром от 500 мм до 3200 мм, длиной до 15 м, с толщиной стенки до 100 мм и более, массой до 45 тонн с применением  сварочного комплекса производства Lincoln Electric (США);
- термообработка крупногабаритных деталей, например, обечаек диаметром до 2700 мм и длиной до 2700 мм с нагревом до Тmax=930 0C в газовой шахтной печи модели Т27/27G (IVA, Германия) с ЧПУ;
- испытания на высокоавтоматизированном испытательном стенде PS500 фирмы EFCO (Германия) на давление до 1000 кгс/см² при диаметре арматуры 200 мм и на давление до  80 кгс/см² при диаметре арматуры 800 мм. Стенд оснащён высокочувствительными датчиками давления, позволяющими фиксировать падение давления до 0,0001 кгс/см². При этом имеется возможность безопасно визуально наблюдать протечки, а результаты испытаний можно распечатать.

## Продукция
Большинство изделий производятся по проектам индивидуальным, либо значительно адаптированным в соответствии с потребностями заказчика. Преобладает выпуск блочного оборудования полной заводской готовности для нужд нефтегазовой отрасли. 
Из наиболее значимых изделий можно назвать следующие:
- газораспределительные пункты;
- газораспределительные станции;
- блоки подготовки пускового топливного газа для компрессорных станции и электростанций;
- станции электрокоагуляционной подготовки питьевой воды «Водопад»;
- установки комплексной подготовки газа и конденсата.

К числу наиболее популярных изделий можно отнести: подогреватели нефти и газа, блоки подготовки топливного газа, факельные установки, теплообменники и сепараторы, коллекторы «Надым», насосные блоки для закачки химических реагентов в скважины, блоки ввода метанола в шлейфы газопроводов и в затрубное пространство, устройства сужающие быстросменные для замера расхода газа.

## Партнёры
Предприятие имеет более 400 постоянных заказчиков, в том числе: ПАО «Газпром», ОАО «Лукойл», ОАО «НК «Роснефть», ОАО «ТНК-ВР «Холдинг», ОАО «Сахатранснефтегаз», ООО «Иркутская нефтяная компания» и другие.

## Сертификация
Политика предприятия в области качества формируется на основе требований международного стандарта ISO 9001:2008 и специальных требований комплекса корпоративных стандартов СТО Газпром серии 9001-2006. Сертификацию проводила компания TÜV Cert (Германия).